# S. Lawrence Zipursky
Stephen Lawrence Zipursky (* 1955) ist ein US-amerikanischer Biochemiker an der University of California, Los Angeles (UCLA).

## Leben
Zipursky wuchs in Kanada auf. Er erwarb 1977 am Oberlin College einen Bachelor in Chemie, 1979 einen Master und 1981 bei Jerard Hurwitz einen Ph.D., beides am Albert Einstein College of Medicine und in Molekularbiologie. Seit 1981 arbeitete er als Postdoktorand bei Seymour Benzer am California Institute of Technology (Caltech). 1985 erhielt er eine erste Professur an der University of California, Los Angeles (UCLA), seit 1991 forscht er zusätzlich für das Howard Hughes Medical Institute. Heute (Stand 2015) ist er Professor für Biochemie an der David Geffen School of Medicine der UCLA.

## Wirken
Zipursky verwendet Drosophila melanogaster als Modellorganismus. Seine Arbeitsgruppe identifizierte Gene, die verschiedene Rollen bei der Entwicklung des Nervensystems spielen, zum Beispiel bei der Differenzierung der Netzhaut (Retina) oder der Ausbildung von neuronalen Netzen. Mit einer Kombination von biochemischen und genetischen Ansätzen konnte die Funktion einer großen Familie von Membranproteinen aufgeklärt werden, die die Zusammensetzung von neuronalen Netzen regulieren und vom Dscam1-Locus kodiert werden. Die Dscam1-Proteine gehören zu der Immunglobulin-Superfamilie der Zellerkennungs-Moleküle. Durch alternatives Spleißen kann der Dscam1-Locus mehr als 19.000 verschiedene extrazelluläre Proteindomänen oder Isoformen kodieren. Die Zellbindung zwischen zwei gleichartigen Isoformen provoziert eine abstoßende Wirkung zwischen den Zellen. Da jede Nervenzelle ein einzigartiges Muster von Dscam1-Proteinen exprimiert, wird eine „Selbstvermeidung“ vermittelt, die essentiell für die Herausbildung der neuronalen Netze ist.

## Auszeichnungen (Auswahl)
- 1986 Sloan Research Fellow
- 1998 Mitglied der American Academy of Arts and Sciences[1]
- 2009 Mitglied der National Academy of Sciences[2]
- 2010 W. Alden Spencer Award
- 2012 Fellow der American Association for the Advancement of Science
- 2015 Louisa-Gross-Horwitz-Preis[3]
- 2018 Perl-UNC Neuroscience Prize